# Seboncourt
 Seboncourt  là một xã ở tỉnh Aisne, vùng Hauts-de-France thuộc miền bắc nước Pháp.

## Hành chính
| Danh sách thị trưởng                   |                          |                   |      |         |
| Giai đoạn                              | Giai đoạn                | Tên               | Đảng | Tư cách |
| tháng 3 năm 2001                       | bầu lại tháng 3 năm 2008 | Gérard Feuillette |      |         |
| Tất cả các dữ liệu trước đây không rõ. |                          |                   |      |         |

## Dân số
| 1962                                                    | 1968 | 1975 | 1982 | 1990 | 1999 | 2006 |
| ------------------------------------------------------- | ---- | ---- | ---- | ---- | ---- | ---- |
| 1091                                                    | 1132 | 1072 | 1085 | 1103 | 1111 | 1123 |
| Nombre retenu à partir de 1968: Dân số không tính trùng |      |      |      |      |      |      |